# 로케 바뇨스
로케 바뇨스(스페인어: Roque Baños, 1968년 ~ )는 스페인 출신의 영화 음악 작곡가이다. 2010년대 이전까지는 스페인 영화계에 종사했고 《이블 데드》(2013), 《올드보이》(2013), 《하츠 오브 더 씨》(2015) 등의 할리우드 영화 영화 OST도 담당하였다.

## OST 담당 영화
| 연도 | 제목                        | 감독                    | 비고 |
| ---- | --------------------------- | ----------------------- | ---- |
| 2009 | 《셀 211》                  | 다니엘 몬손             |      |
| 2010 | 《광대를 위한 슬픈 발라드》 | 알렉스 데 라 이글레시아 |      |
| 2013 | 《이블 데드》               | 페데 알바레스           |      |
| 2013 | 《올드보이》                | 스파이크 리             |      |
| 2015 | 《리그레션》                | 알레한드로 아메나바르   |      |
| 2015 | 《하트 오브 더 씨》         | 론 하워드               |      |
| 2016 | 《부활》                    | 케빈 레이놀즈           |      |
| 2016 | 《맨 인 더 다크》           | 페데 알바레스           |      |
| 2018 | 《커뮤터》                  | 자우메 코예트세라       |      |
| 2018 | 《미라클 시즌》             | 숀 맥나마라             |      |
| 2018 | 《돈키호테를 죽인 사나이》  | 테리 길리엄             |      |
| 2018 | 《거미줄에 걸린 소녀》      | 페데 알바레스           |      |
| 2020 | 《커넥트》                  | 제이컵 체이스           |      |